# Osakasayama
Osakasayama (大阪狭山市 -shi) é uma cidade japonesa localizada na província de Osaka.
Em 2003 a cidade tinha uma população estimada em 57 177 habitantes e uma densidade populacional de 4 820,99 h/km². Tem uma área total de 11,86 km².
Recebeu o estatuto de cidade a 1 de Outubro de 1987.